# Resortowe dzieci (serial dokumentalny)
Resortowe dzieci – cykl reportaży dokumentalnych podzielonych na cztery serie: media, biznes, służby i polityka. Cykl pokazuje powiązania elit medialnych, biznesowych, politycznych i naukowych III RP ze strukturami PRL-u i służbami specjalnymi, zarówno cywilnymi, jak i wojskowymi (WSI, WSW, SKW).
Autorkami reportaży są Dorota Kania i Anna Zapert. Tytuł cyklu nawiązuje do serii książek Resortowe dzieci, które ukazały się w wydawnictwie Fronda.
W reportażach wykorzystano zdjęcia, filmy i dokumenty archiwalne Instytutu Pamięci Narodowej, mediów publicznych (Telewizji Polskiej, Polskiego Radia) i Filmoteki Narodowej, a także wypowiedzi osób związanych z przedstawianymi wydarzeniami i komentatorów (m.in. prof. Sławomira Cenckiewicza, prof. Jana Żaryna, Jacka Pawłowicza, Piotra Semki, Jacka Łęskiego i Krzysztofa Czabańskiego).
22 grudnia 2023 dostęp do reportaży na platformie TVP VOD został zablokowany po przejęciu kontroli nad spółką TVP przez nowe władze powołane przez ministra Bartłomieja Sienkiewicza z Trzeciego rządu Donalda Tuska.